# Pangkalan Dolok Julu
Pangkalan Dolok Julu is een bestuurslaag in het regentschap Padang Lawas Utara van de provincie Noord-Sumatra, Indonesië. Pangkalan Dolok Julu telt 346 inwoners (volkstelling 2010).